# Тарасовська сільська рада
Тара́совська сільська рада (рос. Тарасовский сельский совет) — сільське поселення у складі Шадрінського району Курганської області Росії.
Адміністративний центр — село Тарасова.
Населення сільського поселення становить 229 осіб (2017; 243 у 2010, 334 у 2002).

## Склад
До складу сільського поселення входять:
| Населений пункт      | Населення, осіб (2002) | Населення, осіб (2010) |
| -------------------- | ---------------------- | ---------------------- |
| Каткова, присілок    | 71                     | 47                     |
| Тарасова, село       | 210                    | 160                    |
| Топорищево, присілок | 53                     | 36                     |